# Sarepta tellinaeformis
Sarepta tellinaeformis is een tweekleppigensoort uit de familie van de Sareptidae. De wetenschappelijke naam van de soort is voor het eerst geldig gepubliceerd in 1901 door Hedley.